# ザ・フラトン・ウォーターボート・ハウス
ザ・フラトン・ウォーターボート・ハウス（英: The Fullerton Waterboat House）は、かつてウォーターハウスと呼ばれていた、シンガポールに入港する船舶に対し、上水を供給していた歴史的な給水施設の建築物である。現在はフラトンヘリテージが管理し、商業施設として利用している。

## 歴史
1819年2月、貿易港として創建されたシンガポールは、港湾管理の事務所としてシンガポール川の河口にほど近い、この土地にMaster Attendantのオフィスを構え、1820年4月、トーマス・ラッフルズ卿の義兄弟であるウィリアム・ローレンス・フリントがMaster Attendantの職に就いた。その後、1852年に、港は ニュー・ハーバー（現在のケッペル港）に移ることとなり、オフィスは移転された。
1919年、増大するシンガポール川の船舶に対し、上水の供給を効率化する目的で、Swan & Maclarenが設計したアールデコ調のウォーターハウスが以前のMaster Attendantのオフィス跡地に建設された。この事業は1960年にシンガポール港湾庁に移管され、建物は1960年代から1990年まで港湾庁の事務所「ウォーターボート・オフィス」として機能し、船舶に水を提供し続けた。

## 改修

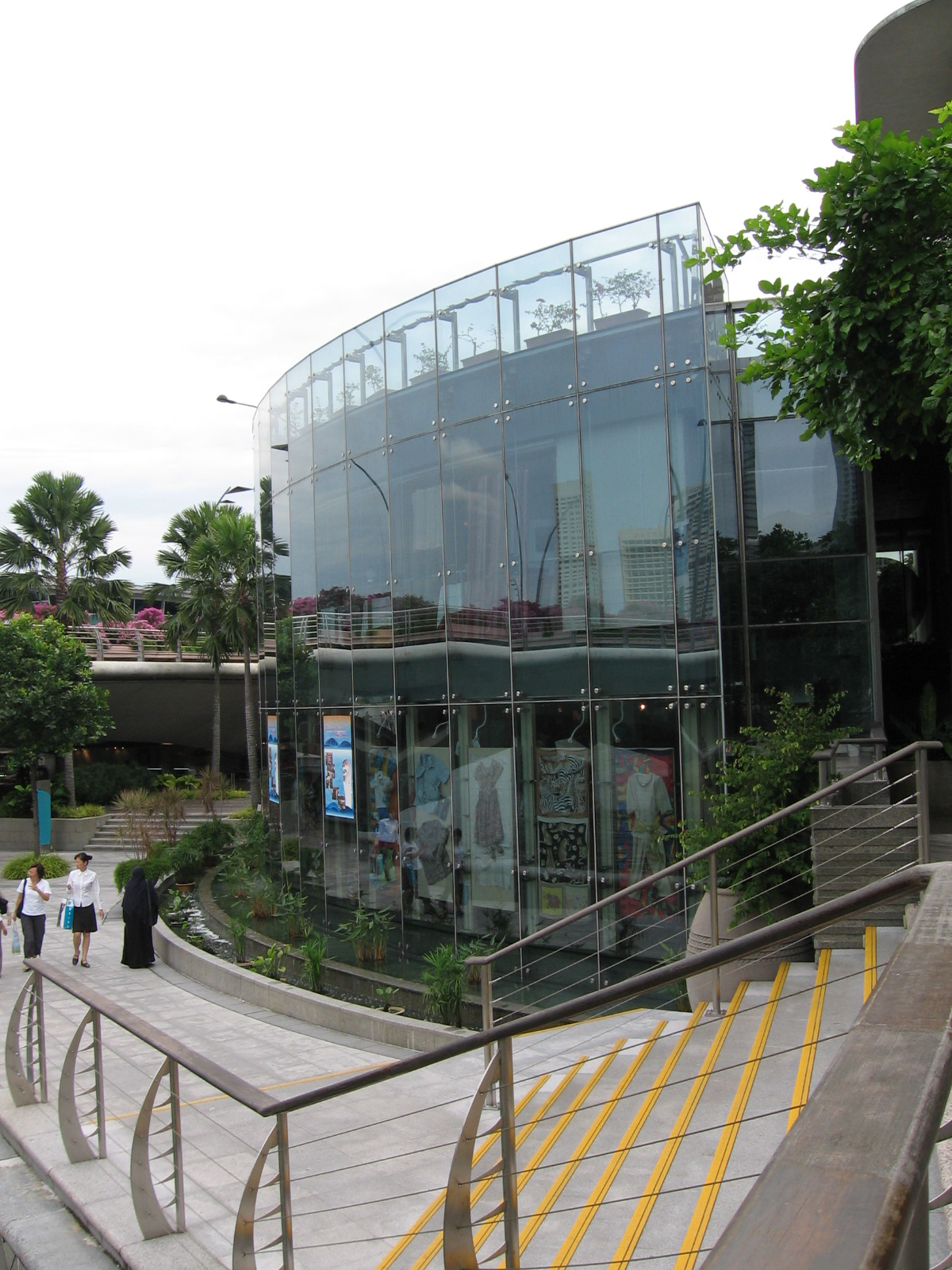
海に面した部分に建設されたガラス張りの別館

2002年3月21日、建物の保全のため都市再開発庁による競争入札の告示が行われ、信和集団が落札。間もなく改修工事が行われた。
2003年の改修後には、レストランなどの商業施設「ウォーターボート・ハウス」（現、ザ・フラトン・ウォーターボート・ハウス）として利用されるようになった。2005年、MINKTan Architectsが行った上海プラスター（Shanghai Plaster）仕上げによる元の建物の復元と、新たに建設したガラス張りの別館が、都市開発庁による「Architectural Heritage Award」を受賞した。

## 店舗
2014年2月14日、アメリカの大手コーヒーチェーン、スターバックスがシンガポール国内100号店をウォーターボート・ハウスにオープンした。この店舗では、自閉症リソースセンターから紹介された6名を雇用するという共同プログラムが行われた。2020年2月2日、リース契約終了のため閉店。自閉症リソースセンターからの6名は、国内の他店舗で雇用が継続されることが発表された。また、スターバックスは、閉店は新型コロナウイルス感染症の流行とは無関係であると述べている。

## ギャラリー

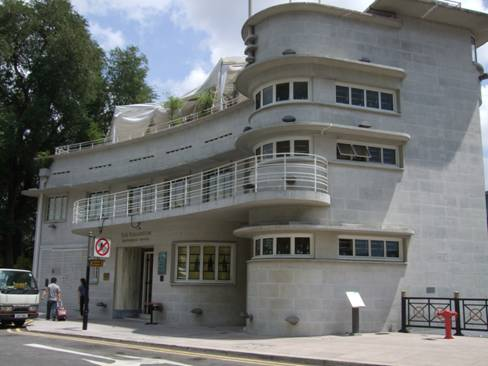
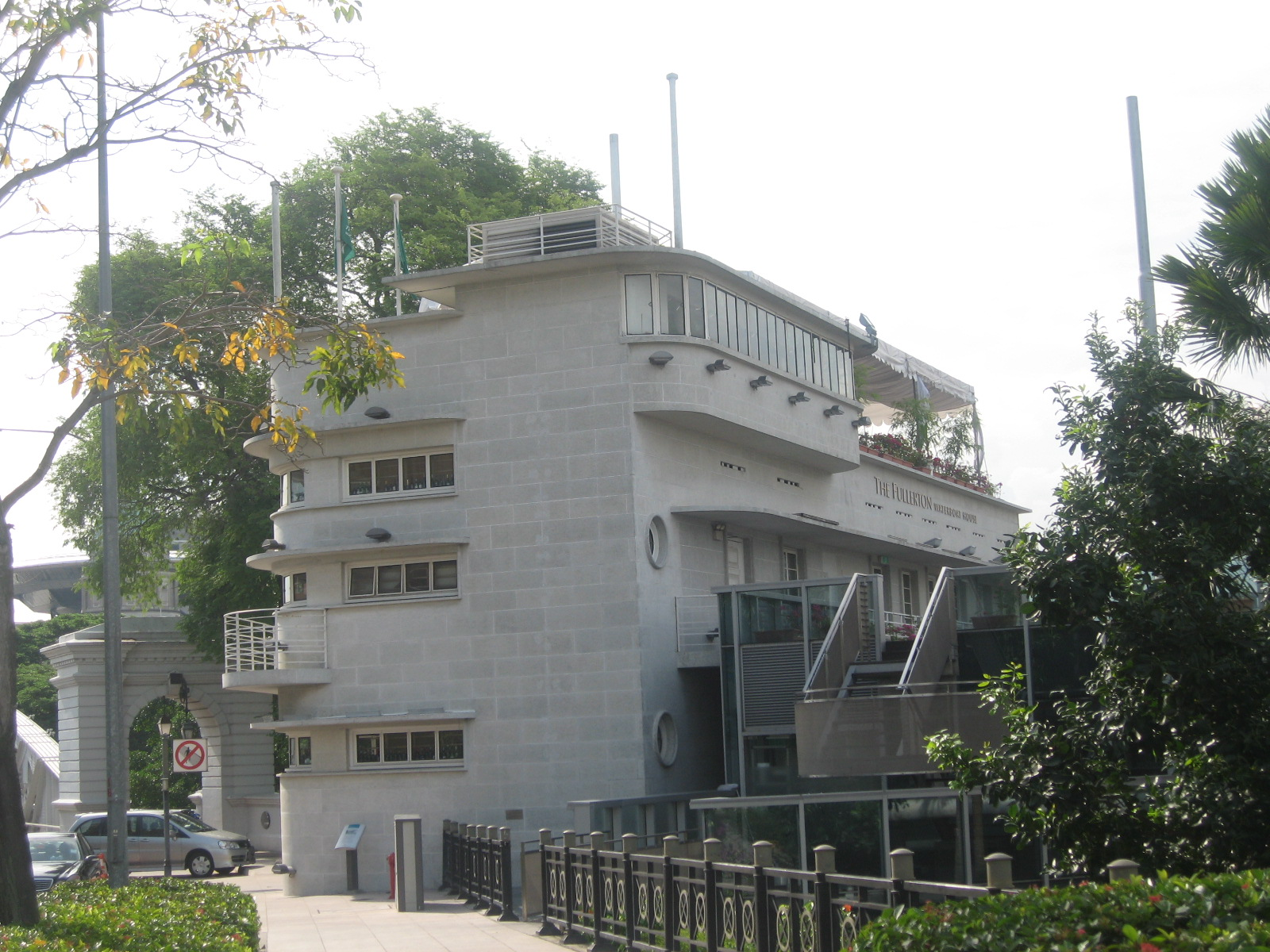
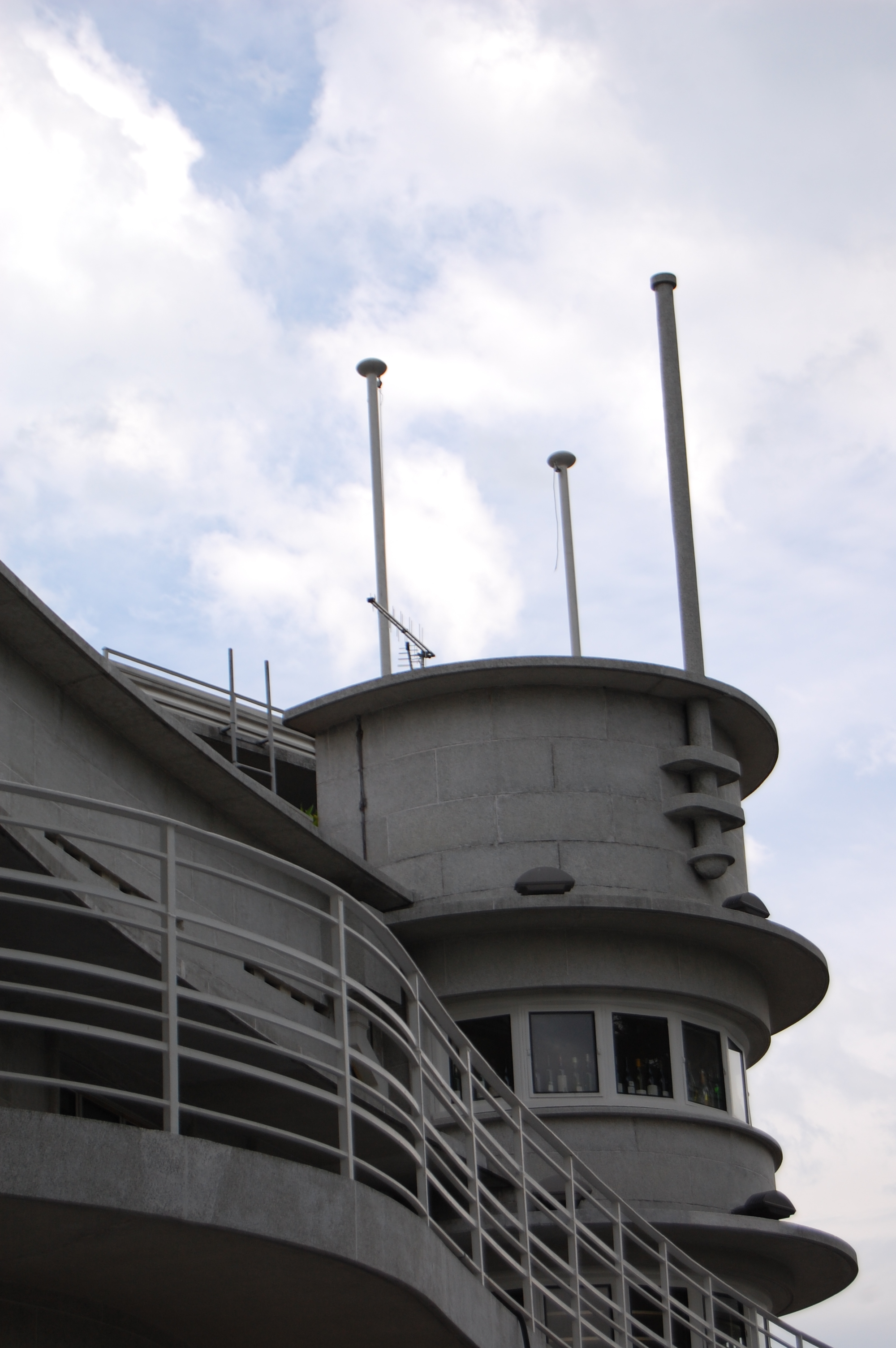
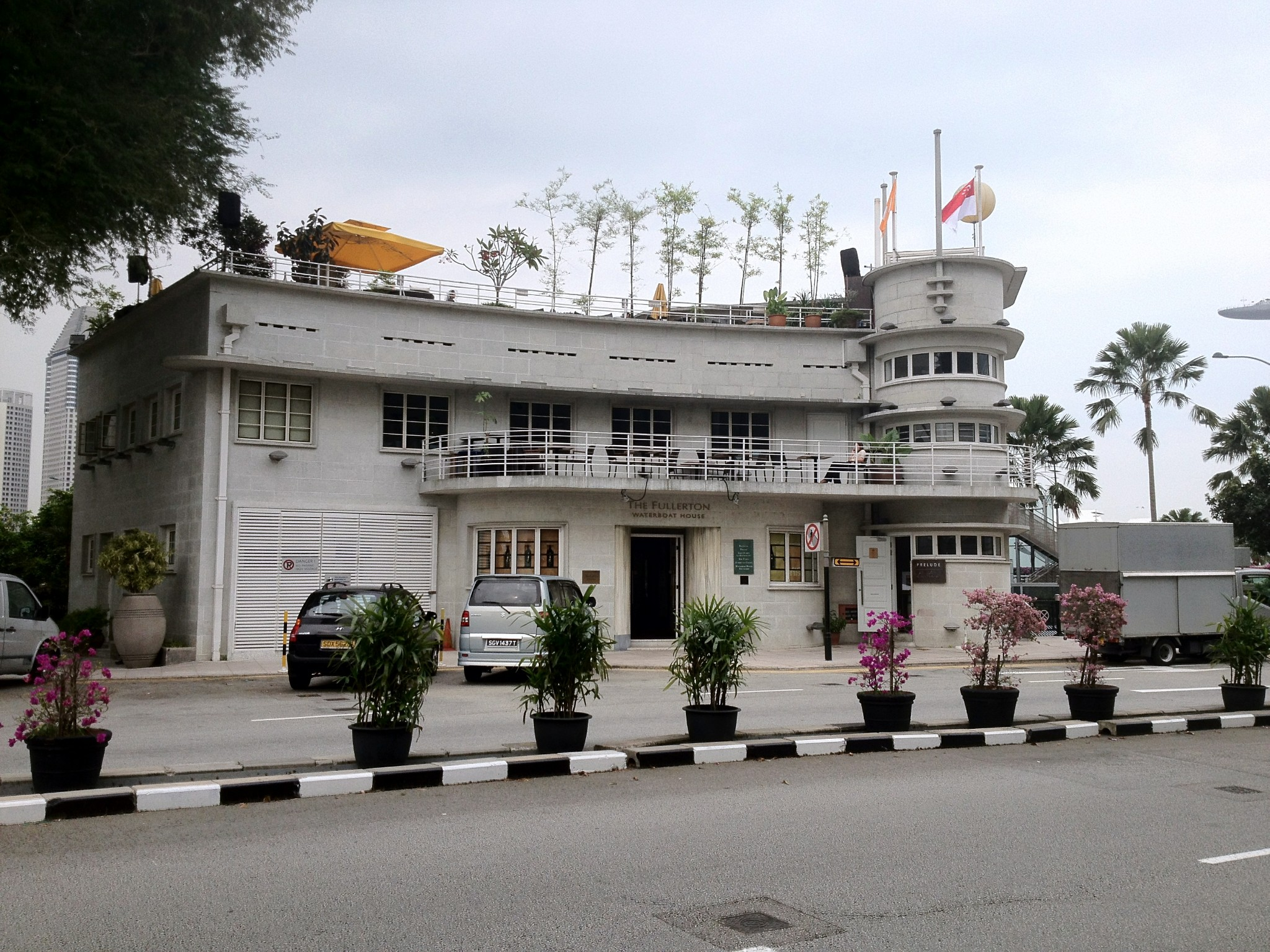
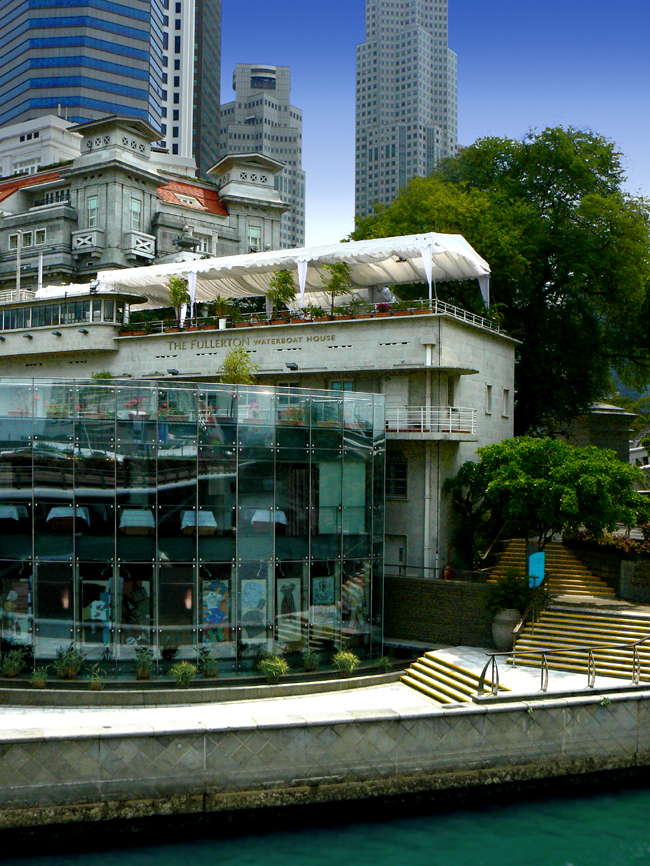
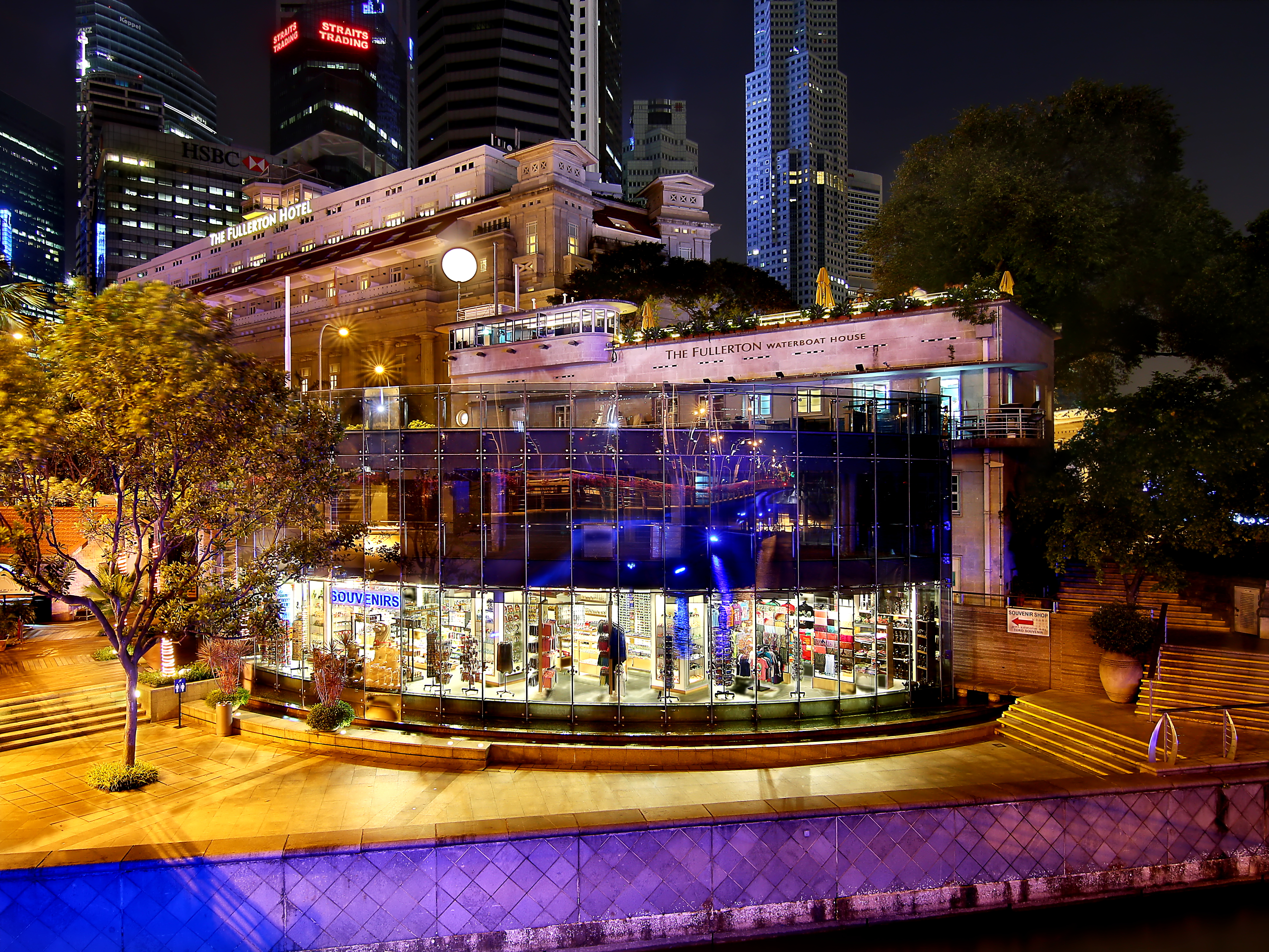
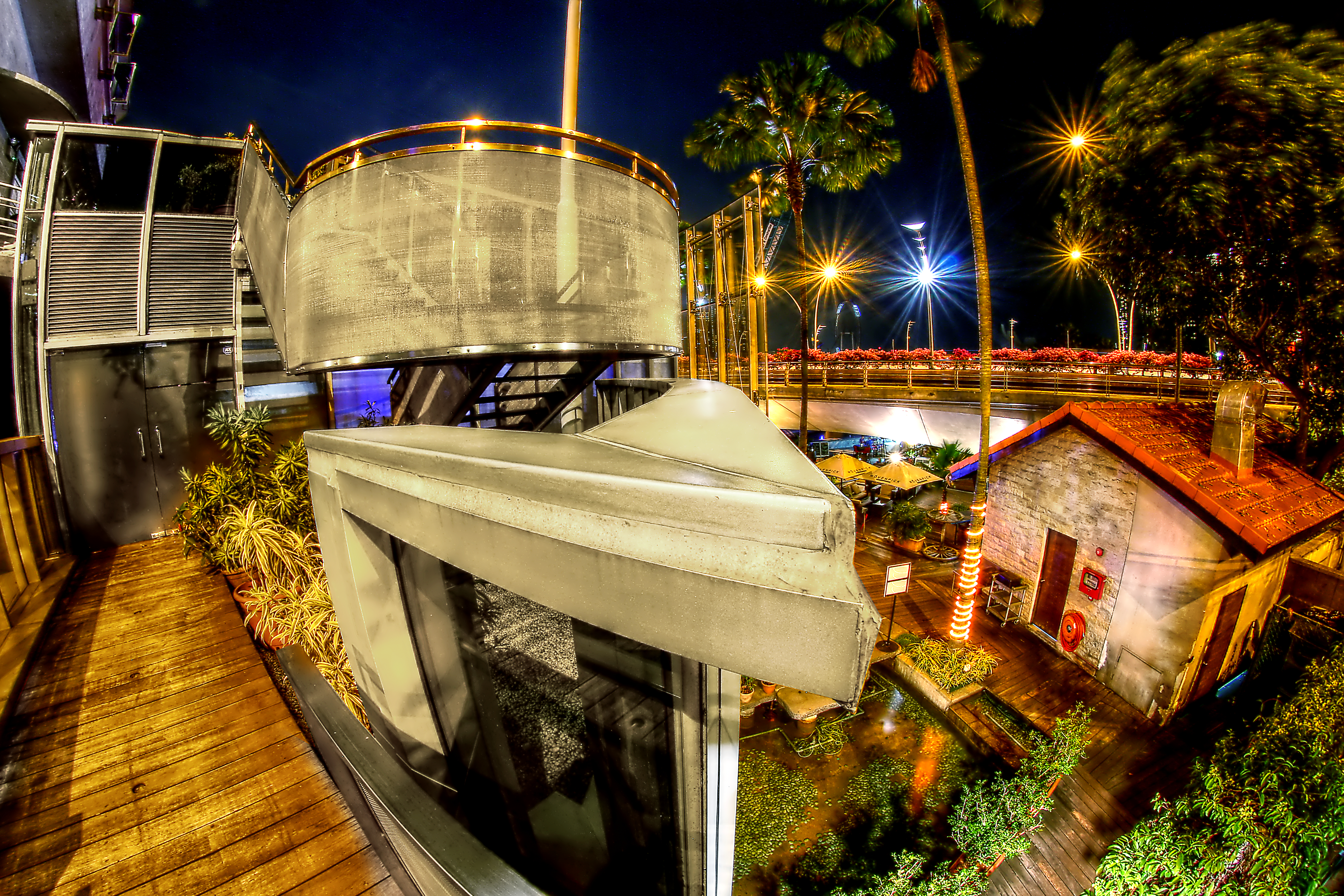
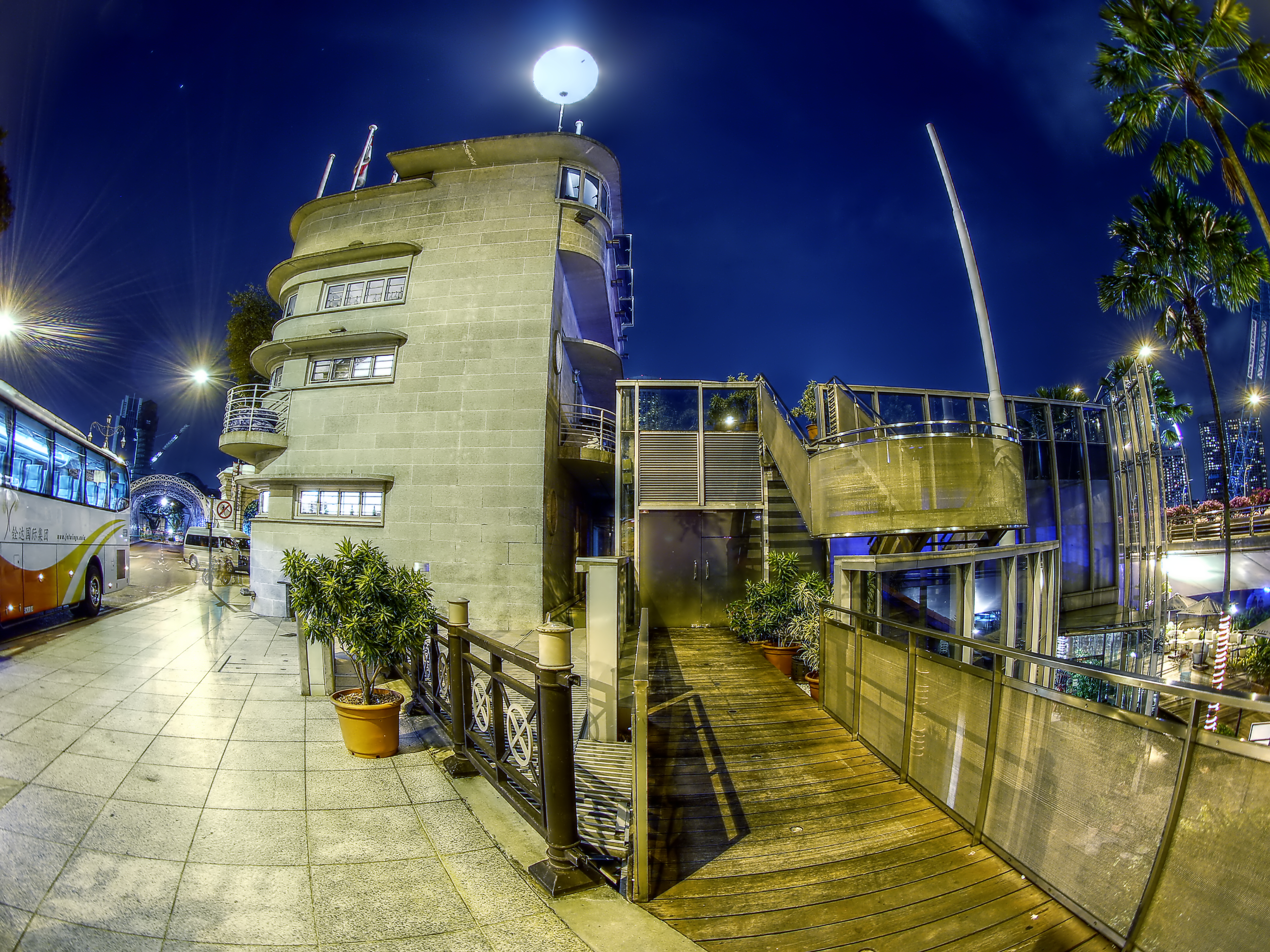